# Ngô Dư Muội
Ngô Dư Muội (chữ Hán: 吳馀眛; trị vì: 530 TCN-527 TCN), là vị vua thứ 22 của nước Ngô thời Xuân Thu trong lịch sử Trung Quốc.
Ông mang họ Cơ, là con thứ ba của Ngô Thọ Mộng – vua thứ 19 nước Ngô và là em của Ngô vương Chư Phàn và Ngô vương Dư Sái – vua thứ 20 và 21 nước Ngô.
Năm 531 TCN, Dư Sái qua đời, Dư Muội lên nối ngôi vua.
Sử không nêu sự kiện nào trong thời gian Dư Muội làm vua. Năm 527 TCN, Dư Muội qua đời, ở ngôi được 4 năm.
Người nước Ngô muốn tôn Quý Trát lên ngôi vua, nhưng Quý Trát nhất định không nhận và bỏ trốn. Vì vậy con của Dư Muội là Liêu được lập lên ngôi.